# Alaptus delhiensis
Alaptus delhiensis är en stekelart som beskrevs av Mani 1942. Alaptus delhiensis ingår i släktet Alaptus och familjen dvärgsteklar. Inga underarter finns listade i Catalogue of Life.